# 별의 커비 (비디오 게임)
《별의 커비》(일본어: 星のカービィ 호시노 카비[*], Kirby's Dream Land)는 1992년 4월 27일에 닌텐도에서 발매된 게임보이용 액션 게임이다. 개발사는 HAL 연구소. 기획자는 제작 당시 22살이었던 '사쿠라이 마사히로'이다. 별의 커비 시리즈 제1편의 제목이다.별의 커비 슈퍼 디럭스와 별의 커비 울트라 슈퍼 디럭스에서 '봄바람을 타고'로 리메이크되었다.

## 스토리
현재의 '봄바람을 타고'와 매우 유사하다. 디디디 대왕이 푸푸푸 랜드의 모든 음식을 구하는 데 쓰인 스파클링 스타를 훔쳐가서, 정의의 용사 커비가 디디디 대왕을 , 모든 음식을 되찾아온다는 이야기이다.

## 맵
1. Green Greens (보스:위스피 우드)
2. Castle LoLoLo (보스:로로&라라)
3. Float Islands (보스:공중포대 카부라)
4. Bubbly Cloud (중간보스:크랙코 Jr, 보스:크랙코)
5. Mt.DeDeDe (보스:디디디 대왕)

## 평가
| 평가                               |       |
| ---------------------------------- | ----- |
| 평론 점수 평론사 점수 올게임 [ 1 ] |       |
| 평론 점수                          |       |
| 평론사                             | 점수  |
| 올게임                             | [ 1 ] |